# Punta Mala (Panamá)
Punta Mala es un relieve ubicado en el centro de Panamá, específicamente al sureste de la península de Azuero, en el distrito de Pedasí.
Debido a su posición estratégica, el ejército de Estados Unidos construyó en la década de 1940 una instalación de cuatro plantas con fines de defensa del Canal de Panamá. Dicha instalación fue traspasada posteriormente a Panamá y estuvo abandonada por décadas.
Posteriormente en octubre de 1999, la entonces presidenta Mireya Moscoso realizó reparaciones, aparentemente con dinero propio, y la convirtió en su casa presidencial. Al surgir el escándalo en 2003, Moscoso declaró que la propiedad era de su abuelo y fue expropiada en 1938 a favor de los estadounidenses, y para acabar con la polémica decidió licitar la casa a su hermano, aunque en 2011 se concesionó el terreno a una fundación cuya directiva está encabezada por la propia Moscoso.